# Quadern de Reichenau
El Quadern de Reichenau (Reichenauer Schulheft; Stift St. Paul Cod. 86b/1) és un quadern manuscrit de principis del segle ix, que consta de 8 folis que es conserva actualment a la biblioteca de l'Abadia de Sankt Paul a Sankt Paul im Lavanttal, Caríntia. N'hi ha un novè foli que es conserva a Karlsruhe (Generallandesarchiv).
El quadern va ser escrit potser a l'Abadia de Reichenau o a la de Sankt Gallen (o en alguna altra abadia de la zona i portat a Reichenau) per un monjo irlandès per a ús propi. A mitjans del segle xviii es trobava a l'Abadia de Sankt Blasien, a la Selva Negra.
El quadern està en l'escriptura insular irlandesa. Conté himnes llatins, textos gramaticals (amb anotacions marginals en alemany antic), i també taules de la declinació grega i taules astronòmiques. També conté poemes en irlandès antic, entre ells el Pangur Bán.